# エリカヴィータ
エリカヴィータ（欧字名:Erika Vita、2019年2月3日 - ）は、日本の競走馬。2022年のフローラステークスの勝ち馬である。
馬名の意味は、冠名＋イタリア語で「命」。キングカメハメハのラストクロップ（最終世代）である。

## 戦績

### 2歳（2021年）
10月16日の2歳新馬戦に、クリストフ・ルメールを鞍上に迎えてデビュー。1番人気に推されたレースでは、ゲート入りを嫌い入るまでに時間がかかったが、好スタートを切って中団につけた。直線では残り2ハロンを切ると鞍上が馬群の中から外に出し、2着ケデシュに1馬身半をつけ快勝した。鞍上のルメールは「能力がありますね。すごく真面目でリラックスして走れた。直線ではいい脚を使ってくれました。加速を2回してくれた。2000mまでは大丈夫」とコメントした。

### 3歳（2022年）
3歳初戦として、フェアリーステークスに出走。2番人気で迎えたレースでは、スタートで出遅れてしまうと後方からの競馬。4コーナーでは他馬と接触、大きな不利を受けて消化不良の10着に終わった。国枝栄調教師は「4コーナーで後肢を取られてしまいました。ちょうどスピードに乗ったところでしたし、競馬をしていません」と振り返った。
続いて、オークストライアルのフローラステークスに出走。新しく鞍上に田辺裕信を迎えたレースでは、スタートをうまく決めると好位4番手を追走。最後の直線で馬の間から伸びると、単騎で逃げた4番人気パーソナルハイをゴール前で差し切って、これに3/4馬身差をつけ優勝。重賞初制覇を果たし、オークスの優先出走権を確保した。鞍上の田辺は「前走は不利もありましたが、まだ弱いところもありました。精神的に気が立っていて、スタートの出遅れがあっての敗戦でした。その後はゲート練習をするなど、今日に向けて準備をしました。マイルよりも距離があった方が良いパフォーマンスを出せます。1コーナーの入りや直線で狭いところがありましたが、ガッツのある走りで抜け出してくれました。更に強くなると思います」と高く評価した。
本番のオークスでは鞍上に福永祐一を迎え、6番人気で出走。中団を進むも、直線伸びきれずスターズオンアースの9着に敗れた。

## 競走成績
以下の内容は、JBISサーチおよびnetkeiba.comの情報に基づく。
| 競走日     | 競馬場 | 競走名           | 格   | 距離（馬場）  | 頭 数 | 枠 番 | 馬 番 | オッズ （人気） | 着順 | タイム （上がり3F） | 着差 | 騎手        | 斤量 [kg] | 1着馬（2着馬）                      | 馬体重 [kg] |
| ---------- | ------ | ---------------- | ---- | ------------- | ----- | ----- | ----- | --------------- | ---- | ------------------- | ---- | ----------- | --------- | ----------------------------------- | ----------- |
| 2021.10.16 | 東京   | 2歳新馬          |      | 芝1600m（良） | 18    | 6     | 12    | 002.10（1人）   | 01着 | R1:36.4（34.0）     | -0.2 | 0C.ルメール | 54        | （ケデシュ）                        | 444         |
| 2022.01.10 | 中山   | フェアリーS      | GIII | 芝1600m（良） | 16    | 5     | 9     | 005.30（2人）   | 10着 | R1:36.0（35.3）     | -0.8 | 0C.ルメール | 54        | ライラック                          | 438         |
| 0000.04.24 | 東京   | フローラS        | GII  | 芝2000m（良） | 15    | 2     | 2     | 013.60（5人）   | 01着 | R2:00.4（34.0）     | -0.1 | 0田辺裕信   | 54        | （パーソナルハイ）                  | 442         |
| 0000.05.22 | 東京   | 優駿牝馬         | GI   | 芝2400m（良） | 17    | 5     | 9     | 011.50（6人）   | 09着 | R2:25.0（35.0）     | -1.1 | 0福永祐一   | 55        | スターズオンアース                  | 440         |
| 0000.10.16 | 阪神   | 秋華賞           | GI   | 芝2000m（良） | 16    | 7     | 13    | 036.20（8人）   | 13着 | R1:59.5（34.6）     | -0.9 | 0福永祐一   | 55        | スタニングローズ                    | 458         |
| 0000.12.17 | 中山   | ターコイズS      | GIII | 芝1600m（良） | 16    | 7     | 14    | 023.0（10人）   | 09着 | R1:33.8（34.2）     | -0.3 | 0福永祐一   | 54        | ミスニューヨーク                    | 462         |
| 2023.01.14 | 中京   | 愛知杯           | GIII | 芝2000m（重） | 15    | 3     | 5     | 024.0（10人）   | 14着 | R2:05.3（35.6）     | -2.2 | 0岩田望来   | 54        | アートハウス                        | 458         |
| 0000.04.22 | 福島   | 福島牝馬S        | GIII | 芝1800m（良） | 15    | 3     | 4     | 038.7（11人）   | 10着 | R1:48.5（34.7）     | -0.6 | 0富田暁     | 57        | ステラリア                          | 456         |
| 0000.05.20 | 東京   | メイS            | OP   | 芝1800m（良） | 18    | 1     | 1     | 049.6（12人）   | 05着 | R1:45.4（34.1）     | -0.7 | 0北村宏司   | 54        | サクラトゥジュール                  | 456         |
| 0000.10.14 | 東京   | 府中牝馬S        | GII  | 芝1800m（良） | 13    | 2     | 2     | 094.2（12人）   | 11着 | R1:47.0（33.8）     | -0.9 | 0三浦皇成   | 55        | ディヴィーナ                        | 464         |
| 0000.12.17 | 中山   | ディセンバーS    | L    | 芝1800m（良） | 13    | 3     | 3     | 019.80（9人）   | 04着 | R1:48.1（35.6）     | -0.3 | 0北村宏司   | 56        | ロングラン                          | 462         |
| 2024.01.13 | 小倉   | 愛知杯           | GIII | 芝2000m（良） | 14    | 6     | 10    | 040.2（10人）   | 10着 | R1:58.8（36.1）     | -0.9 | 0佐々木大輔 | 55        | ミッキーゴージャス                  | 460         |
| 0000.04.20 | 福島   | 福島牝馬S        | GIII | 芝1800m（良） | 16    | 1     | 2     | 041.3（11人）   | 05着 | R1:47.3（34.7）     | -0.4 | 0富田暁     | 56        | コスタボニータ                      | 464         |
| 0000.06.16 | 京都   | マーメイドS      | GIII | 芝2000m（良） | 16    | 7     | 24    | 074.2（16人）   | 07着 | R1:57.9（34.8）     | -0.7 | 0小沢大仁   | 54        | アリスヴェリテ                      | 464         |
| 0000.07.28 | 札幌   | クイーンS        | GIII | 芝1800m（稍） | 14    | 7     | 11    | 106.6（13人）   | 11着 | R1:48.1（34.8）     | -0.7 | 0池添謙一   | 56        | コガネノソラ                        | 454         |
| 0000.10.20 | 新潟   | 新潟牝馬S        | L    | 芝2200m（良） | 13    | 1     | 1     | 012.10（6人）   | 06着 | R2:13.9（37.6）     | -0.7 | 0丸山元気   | 56        | ホールネス                          | 472         |
| 0000.11.10 | 京都   | エリザベス女王杯 | GI   | 芝2200m（良） | 17    | 5     | 10    | 207.5（17人）   | 12着 | R2:12.1（34.3）     | -1.0 | 0藤岡佑介   | 56        | スタニングローズ                    | 464         |
| 2025.01.25 | 小倉   | 小倉牝馬S        | GIII | 芝2000m（良） | 18    | 6     | 11    | 085.9（15人）   | 12着 | 01:59.2（36.3）     | -0.8 | 0池添謙一   | 53        | フェアエールング シンティレーション | 466         |
| 0000.04.13 | 福島   | 福島民報杯       | L    | 芝2000m（良） | 15    | 6     | 10    | 048.8（13人）   | 09着 | R2:00.5（36.1）     | -0.7 | 0小沢大仁   | 56        | シリウスコルト                      | 474         |
| 0000.05.25 | 京都   | 都大路S          | L    | 芝1800m（稍） | 17    | 7     | 14    | 161.1（16人）   | 11着 | R1:47.0（36.7）     | -1.8 | 0和田竜二   | 53        | セキトバイースト                    | 458         |
| 0000.06.22 | 東京   | 府中牝馬S        | GIII | 芝1800m（良） | 14    | 4     | 6     | 190.8（14人）   | 06着 | R1:46.4（35.8）     | -0.4 | 0丸山元気   | 52        | セキトバイースト                    | 466         |

- 競走成績は2025年6月22日現在

## 血統表
| エリカヴィータの血統                       | エリカヴィータの血統            | エリカヴィータの血統         | （血統表の出典）             | （血統表の出典）  |
| 父系                                       | キングマンボ系                  | キングマンボ系               | キングマンボ系               | [ § 2 ]           |
| 父 キングカメハメハ 鹿毛 2001 北海道早来町 | 父の父Kingmambo 鹿毛 1990       | Mr. Prospector 鹿毛 1970     | Raise a Native               | Raise a Native    |
| 父 キングカメハメハ 鹿毛 2001 北海道早来町 | 父の父Kingmambo 鹿毛 1990       | Mr. Prospector 鹿毛 1970     | Gold Digger                  |                   |
| 父 キングカメハメハ 鹿毛 2001 北海道早来町 | 父の父Kingmambo 鹿毛 1990       | Miesque 鹿毛 1984            | Nureyev                      | Nureyev           |
| 父 キングカメハメハ 鹿毛 2001 北海道早来町 | 父の父Kingmambo 鹿毛 1990       | Miesque 鹿毛 1984            | Pasadoble                    |                   |
| 父 キングカメハメハ 鹿毛 2001 北海道早来町 | 父の母*マンファス 黒鹿毛 1991   | *ラストタイクーン 鹿毛 1983  | *トライマイベスト            | *トライマイベスト |
| 父 キングカメハメハ 鹿毛 2001 北海道早来町 | 父の母*マンファス 黒鹿毛 1991   | *ラストタイクーン 鹿毛 1983  | Mill Princess                |                   |
| 父 キングカメハメハ 鹿毛 2001 北海道早来町 | 父の母*マンファス 黒鹿毛 1991   | Pilot Bird 鹿毛 1983         | Blakeney                     | Blakeney          |
| 父 キングカメハメハ 鹿毛 2001 北海道早来町 | 父の母*マンファス 黒鹿毛 1991   | Pilot Bird 鹿毛 1983         | The Dancer                   |                   |
| 母 マルシアーノ 青鹿毛 2010 北海道安平町   | 母の父フジキセキ 青鹿毛 1992    | *サンデーサイレンス          | Halo                         | Halo              |
| 母 マルシアーノ 青鹿毛 2010 北海道安平町   | 母の父フジキセキ 青鹿毛 1992    | *サンデーサイレンス          | Wishing Well                 |                   |
| 母 マルシアーノ 青鹿毛 2010 北海道安平町   | 母の父フジキセキ 青鹿毛 1992    | *ミルレーサー                | Le Fabuleux                  | Le Fabuleux       |
| 母 マルシアーノ 青鹿毛 2010 北海道安平町   | 母の父フジキセキ 青鹿毛 1992    | *ミルレーサー                | Marston's Mill               |                   |
| 母 マルシアーノ 青鹿毛 2010 北海道安平町   | 母の母*ケルトシャーン 鹿毛 1994 | Pleasant Colony              | His Majesty                  | His Majesty       |
| 母 マルシアーノ 青鹿毛 2010 北海道安平町   | 母の母*ケルトシャーン 鹿毛 1994 | Pleasant Colony              | Sun Colony                   |                   |
| 母 マルシアーノ 青鹿毛 2010 北海道安平町   | 母の母*ケルトシャーン 鹿毛 1994 | Featherhill                  | Lyphard                      | Lyphard           |
| 母 マルシアーノ 青鹿毛 2010 北海道安平町   | 母の母*ケルトシャーン 鹿毛 1994 | Featherhill                  | Lady Berry                   |                   |
| 母系(F-No.)                                | ケルトシャーン(USA)系(FN:14)    | ケルトシャーン(USA)系(FN:14) | ケルトシャーン(USA)系(FN:14) | [ § 3 ]           |
| 5代内の近親交配                            | Northern Dancer 5･5×5           | Northern Dancer 5･5×5        | Northern Dancer 5･5×5        | [ § 4 ]           |
| 出典                                       | 1. 2. 3. 4.                     | 1. 2. 3. 4.                  | 1. 2. 3. 4.                  | 1. 2. 3. 4.       |

- 母の全兄に高松宮記念2度を含む重賞7勝をあげたキンシャサノキセキがいる[10]。